# 북동중학교
북동중학교(北東中學校)는 대한민국 대구광역시 달성군 논공읍 남리에 있는 공립 중학교이다.

## 학교 연혁
- 2002년 11월 8일 : 북동중학교 설립인가(30학급)
- 2005년 2월 25일 : 본관 5층 건물 준공
- 2005년 3월 1일 : 초대 박용수 교장 취임
- 2005년 3월 2일 : 제1회 입학식(7학급 220명)
- 2007년 12월 20일 : 꿈마루 도서관 개관
- 2008년 2월 14일 : 제1회 졸업식(196명)
- 2016년 2월 29일 : 운동장 인조잔디 완공
- 2022년 2월 9일 : 제15회 졸업식(5학급 97명, 누계 2,925명)
- 2022년 3월 2일 : 제18회 입학식(4학급 64명)
- 2022년 9월 1일 : 제9대 김명식 교장 취임

## 참고 자료
- 북동중학교 - 한국교육학술정보원 학교알리미